# Asperoteuthis lui
Asperoteuthis lui är en bläckfiskart som beskrevs av Mario Alejandro Salcedo-Vargas 1999. Asperoteuthis lui ingår i släktet Asperoteuthis och familjen Chiroteuthididae. Inga underarter finns listade i Catalogue of Life.